# EPrix Berlína 2018
ePrix Berlína 2018 (formálně nazývána 2018 BMW i Berlin ePrix) se konala dne 19. května 2018 a byla devátým závodem sezóny 2017/18 šampionátu Formule E. Zároveň byla tato ePrix čtvrtou ePrix Berlína v historii. Závody se jely na okruhu Tempelhof Airport Street Circuit na letišti Tempelhof v Berlíně, hlavním městě Německa.
Závod na 45 kol vyhrál Daniel Abt z týmu Audi, který startoval z pole position a zaznamenal i nejrychlejší kolo závodu. Na druhém místě dojel jeho týmový kolega Lucas di Grassi a na třetím Jean-Éric Vergne z týmu Techeetah.

## Pořadí po závodě
Zdroj: 

### Pořadí jezdců
| +/– | Poř | Jezdec           | Body      |
| --- | --- | ---------------- | --------- |
|     | 1   | Jean-Éric Vergne | 162       |
|     | 2   | Sam Bird         | 122 (–40) |
|     | 3   | Felix Rosenqvist | 86 (–76)  |
| 2   | 4   | Daniel Abt       | 85 (–77)  |
| 1   | 5   | Sébastien Buemi  | 82 (–80)  |

### Pořadí týmů
| +/– | Poř | Tým               | Body      |
| --- | --- | ----------------- | --------- |
|     | 1   | Techeetah-Renault | 205       |
| 1   | 2   | Audi              | 161 (–44) |
| 1   | 3   | Virgin-Citröen    | 139 (–66) |
|     | 4   | Mahindra          | 108 (–97) |
|     | 5   | Jaguar            | 96 (–109) |